# Accord de libre-échange entre la Corée du Sud et la Nouvelle-Zélande
L'accord de libre-échange entre la Corée du Sud et la Nouvelle-Zélande est un accord de libre-échange signé en mars 2015 et mis en application le 20 décembre 2015. L'accord vise à éliminer la quasi-totalité des droits de douane au terme d'une durée de réductions par palier de 15 ans. Près de 50 % des droits de douane sont supprimés lors de la mise en application de l'accord, cela concerne par exemple le vin ou une partie des produits forestiers, alors que des produits comme le lait ou la viande devront attendre plusieurs années avant de n'être plus soumis à des droits de douane.
L'accord possède également des dispositions sanitaires, sur le droit du travail, sur l'environnement ou de protections des investissements.